# CodeVisionAVR
CodeVisionAVR — интегрированная среда разработки программного обеспечения для микроконтроллеров семейства AVR фирмы Atmel.

## Возможности
CodeVisionAVR включает в себя следующие компоненты:
- компилятор Си-подобного языка для AVR;
- компилятор языка ассемблер для AVR;
- генератор начального кода программы, позволяющего произвести инициализацию периферийных устройств;
- модуль взаимодействия с отладочной платой STK-500;
- модуль взаимодействия с программатором;
- редактор исходного кода с подсветкой синтаксиса;
- терминал.

Выходными файлами CodeVisionAVR являются:
- HEX, BIN или ROM-файл для загрузки в микроконтроллер посредством программатора;
- COFF — файл, содержащий информацию для отладчика;
- OBJ — файл, в котором хранится промежуточный код компиляции, так называемый объектный код.

CodeVisionAVR является коммерческим программным обеспечением. Существует бесплатная ознакомительная версия с ограничением ряда возможностей, в частности, размер программного кода ограничен 4 килобайтами и не включён ряд библиотек.
По состоянию на 6 июля 2021 года последней являлась версия 3.45.
Компилятор Си, входящий в состав CodeVisionAVR, имеет некоторые отличия от AVR-GCC (WinAVR), в том числе собственный синтаксис, набор поддерживаемых серий микроконтроллеров (последние версии поддерживают в том числе серию ATXMega), а также генерирует отличающийся по быстродействию выходной код (код, сгенерированный компилятором CodeVisionAVR в среднем выполняется быстрее на 15-25% и занимает меньше места на 25-35%, чем код, сгенерированный AVR-GCC).